# Thomas Bradwardine
Thomas Bradwardine, född omkring 1290, död 26 augusti 1349 i London, var en engelsk filosof och ärkebiskop av Canterbury. 
Thomas Bradwardine föddes antingen i Hartfield, Sussex eller i Chichester i England. Han blev ärkebiskop och kallades för Doktor Djup på grund av sina funderingar. Han fick rykte om sig att vara grundlig, skicklig matematiker och hängiven teolog. Efter att ha doktorerat i teologi blev han senare professor i ämnet. Han blev även personlig präst hos Edward III och dennes biktfader under kriget i Frankrike. När han kom tillbaka till England fick han ett prebende i Lincoln, där han också blev ärkediakon 1347. 1349 blev han ärkebiskop i Canterbury. Han dog av pest i Lambeth Palace (ärkebiskopens bostad) den 26 augusti 1349 bara fyrtio dagar efter att han blivit vigd till tjänsten.
Bradwardine var en av Oxfords Räknare på Merton College, Oxford University, och studerade mekanik tillsammans med William Heytesbury, Richard Swineshead och John Dumbleton. Gruppen skilde kinematik från dynamik, utvecklade kinematiken och utredde momentan rörelse. De formulerade först det generella hastighetsteoremet: En kropp som rör sig i en konstant hastighet färdas en lika lång sträcka och på samma tid som en annan accelererande kropp om hastigheten är halva sluthastigheten hos den accelererande kroppen. De visade på detta teorem i The Law of Falling Bodies - långt före Galileo Galilei som fick erkännandet.
Han ansåg att eftersom Gud är oändlig och överallt närvarande, måste också universum vara oändligt, utanför fixstjärnorna en tom värld utan slut.